# Seznam dědiců nizozemského trůnu
Tato stránka obsahuje seznam dědiců nizozemského trůnu. Seznam zahrnuje všechny jednotlivce, kteří byli považováni za dědice nizozemského trůnu, ať už jako dědic zjevný nebo jako dědic domnělý, od ustavení Nizozemského království dne 16. března 1815. Ti, kteří se stali nizozemským králem nebo královnou, jsou zobrazeni tučně. Jména jsou uvedena v nizozemštině. Seznam také ukazuje, kdo byl další v řadě dědiců. 
| Panovník         | Dědic                                                      | Vztah k panovníkovi | Stal/a se dědicem (datum; důvod)            | Přestal/a být dědicem (datum; důvod)                | Další v linii následnictví                                                                        |
| ---------------- | ---------------------------------------------------------- | ------------------- | ------------------------------------------- | --------------------------------------------------- | ------------------------------------------------------------------------------------------------- |
| Willem I.        | Princ Willem, kníže oranžský                               | Syn                 | 16. března 1815 Otec se stal králem         | 7. října 1840 Otec abdikoval, stal se králem        | Princ Frederik, 1815–1817, bratr                                                                  |
| Willem I.        | Princ Willem, kníže oranžský                               | Syn                 | 16. března 1815 Otec se stal králem         | 7. října 1840 Otec abdikoval, stal se králem        | Princ Willem, 1817–1840, syn                                                                      |
| Willem II.       | Princ Willem, kníže oranžský                               | Syn                 | 7. října 1840 Otec se stal králem           | 17. března 1849 Otec zemřel, stal se králem         | Princ Willem, syn                                                                                 |
| Willem III.      | Princ Willem, kníže oranžský                               | Syn                 | 17. března 1849 Otec se stal králem         | 11. června 1879 Smrt                                | Princ Maurits, 1849–1850, bratr                                                                   |
| Willem III.      | Princ Willem, kníže oranžský                               | Syn                 | 17. března 1849 Otec se stal králem         | 11. června 1879 Smrt                                | Princ Hendrik, 1850–1851, strýc                                                                   |
| Willem III.      | Princ Willem, kníže oranžský                               | Syn                 | 17. března 1849 Otec se stal králem         | 11. června 1879 Smrt                                | Princ Alexander, 1851–1879, bratr                                                                 |
| Willem III.      | Princ Alexander, kníže oranžský                            | Syn                 | 11. června 1879 Bratr zemřel                | 21. června 1884 Smrt                                | Princ Frederik, 1879–1881, prastrýc                                                               |
| Willem III.      | Princ Alexander, kníže oranžský                            | Syn                 | 11. června 1879 Bratr zemřel                | 21. června 1884 Smrt                                | Princezna Wilhelmina, 1881–1884, nevlastní sestra                                                 |
| Willem III.      | Princezna Wilhelmina                                       | Dcera               | 21. června 1884 Nevlastní bratr zemřel      | 23. listopadu 1890 Otec zemřel, stala se královnou  | Velkovévodkyně Sophie Sasko-Výmarsko-Eisenašská, teta                                             |
| Wilhelmina       | Velkovévodkyně Sophie Sasko-Výmarsko-Eisenašská            | Teta                | 23. listopadu 1890 Neteř se stala královnou | 23. března 1897 Smrt                                | Dědičný velkovévoda Karel August Sasko-Výmarsko-Eisenašský, 1890–1894, syn                        |
| Wilhelmina       | Velkovévodkyně Sophie Sasko-Výmarsko-Eisenašská            | Teta                | 23. listopadu 1890 Neteř se stala královnou | 23. března 1897 Smrt                                | Dědičný velkovévoda Willem Ernst Sasko-Výmarsko-Eisenašský, 1894–1897, vnuk                       |
| Wilhelmina       | Dědičný velkovévoda Willem Ernst Sasko-Výmarsko-Eisenašský | Syn bratrance       | 23. března 1897 Babička zemřela             | 30. dubna 1909 Dcera narozená královně              | Princ Bernard Sasko-Výmarsko-Eisenašský, 1897–1900, bratr                                         |
| Wilhelmina       | Dědičný velkovévoda Willem Ernst Sasko-Výmarsko-Eisenašský | Syn bratrance       | 23. března 1897 Babička zemřela             | 30. dubna 1909 Dcera narozená královně              | Marie, kněžna Jindřich VII. Reuß z Köstritz, 1900–1909, teta                                      |
| Wilhelmina       | Princezna Juliana                                          | Dcera               | 30. dubna 1909 Narození                     | 4. září 1948 Matka abdikovala, stala se královnou   | Dědičný velkovévoda Willem Ernst Sasko-Výmarsko-Eisenašský, 1909–1922, bratranec z druhého kolene |
| Wilhelmina       | Princezna Juliana                                          | Dcera               | 30. dubna 1909 Narození                     | 4. září 1948 Matka abdikovala, stala se královnou   | Nikdo, 1922–1938                                                                                  |
| Wilhelmina       | Princezna Juliana                                          | Dcera               | 30. dubna 1909 Narození                     | 4. září 1948 Matka abdikovala, stala se královnou   | Princezna Beatrix, 1938–1948, dcera                                                               |
| Juliana          | Princezna Beatrix                                          | Dcera               | 4. září 1948 Matka se stala královnou       | 30. dubna 1980 Matka abdikovala, stala se královnou | Princezna Irene, 1948–1964, sestra                                                                |
| Juliana          | Princezna Beatrix                                          | Dcera               | 4. září 1948 Matka se stala královnou       | 30. dubna 1980 Matka abdikovala, stala se královnou | Princezna Margriet, 1964–1967, sestra                                                             |
| Juliana          | Princezna Beatrix                                          | Dcera               | 4. září 1948 Matka se stala královnou       | 30. dubna 1980 Matka abdikovala, stala se královnou | Princ Willem-Alexander, 1967–1980, syn                                                            |
| Beatrix          | Willem-Alexander, kníže oranžský                           | Syn                 | 30. dubna 1980 Matka se stala královnou     | 30. dubna 2013 Matka abdikovala, stal se králem     | Princ Friso, 1980–2003, bratr                                                                     |
| Beatrix          | Willem-Alexander, kníže oranžský                           | Syn                 | 30. dubna 1980 Matka se stala královnou     | 30. dubna 2013 Matka abdikovala, stal se králem     | Princezna Catharina-Amalia, 2003–2013, dcera                                                      |
| Willem-Alexander | Catharina-Amalia, kněžna oranžská                          | Dcera               | 30. dubna 2013 Otec se stal králem          | Úřadující                                           | Princezna Alexia, sestra                                                                          |

### Poznámkay
1. ↑  V roce 1922 byl zákon o následnictví změněn tak, aby zahrnoval pokrevní příbuzné, omezující následnictví na tři stupně příbuzenství od současného panovníka.